# Tán xạ Raman

Tán xạ Rayleigh, Stokes-Raman và phản Stokes-Raman.

Tán xạ Raman hoặc hiệu ứng Raman là tán xạ không đàn hồi của photon bởi các phân tử kích thích ở các mức năng lượng dao động hoặc quay cao hơn.
Hiệu ứng được Chandrasekhara V. Raman cùng sinh viên của ông là Kariamanickam S. Krishnan phát hiện trong chất lỏng năm 1928 . Cùng năm đó nhưng độc lập, Grigory Landsberg và Leonid Mandelstam phát hiện hiệu ứng trong tinh thể . Hiệu ứng này được Adolf Smekal tiên đoán vào năm 1923 .
Khi các photon tán xạ từ một nguyên tử hoặc phân tử, hầu hết các photon đều bị tán xạ đàn hồi (tán xạ Rayleigh), sao cho các photon tán xạ có cùng năng lượng (tần số và bước sóng) như các photon tới. Một phần nhỏ các photon tán xạ (xấp xỉ 1 phần 10 triệu) là tán xạ bới kích thích, với các photon tán xạ có tần số khác với, và thường là thấp hơn, photon tới . Trong chất khí, tán xạ Raman có thể xảy ra với sự thay đổi năng lượng của một phân tử do chuyển tiếp sang mức năng lượng khác (thường là cao hơn). Các nhà hóa học chủ yếu quan tâm đến hiệu ứng Raman chuyển tiếp.